# 島袋源一郎
島袋 源一郎（しまぶくろ げんいちろう、1885年〈明治18年〉10月5日 - 1942年〈昭和17年〉3月27日）は日本の大正・昭和期の教育者・沖縄研究家。戦前の沖縄観光の第一人者であった。

## 人物・来歴
沖縄県国頭郡今帰仁村に生まれる。沖縄師範学校卒業後、県内の小学校長を歴任、県社会教育主事、県視学になる。沖縄県に博物館を設立することを提唱し、沖縄県教育会附設郷土博物館の設立後にその初代館長となる。実務のかたわら沖縄紹介につとめた。

## 著書

### 単著
- 『沖縄善行美談』沖縄書籍、1931年5月。 NCID BA62054148。全国書誌番号:73016465。
  - 『沖縄善行美談』（2版）琉球史料研究会、1965年12月。 NCID BN15143029。全国書誌番号:73016466。
- 『沖縄案内』島袋源一郎、1932年11月。 NCID BA30723598。全国書誌番号:46079387。
- 『沖縄歴史 伝説補遺』沖縄書籍、1932年3月。 NCID BA62875552。全国書誌番号:47010206。
  - 『沖縄歴史 伝説補遺』沖縄書籍、1952年7月。 NCID BN11070965。全国書誌番号:73021544。
- 『産業三大恩人 具志頭文若先生野国総管先生儀間真常先生御事跡』世持神社期成会、1937年11月。 NCID BA6219999X。
- 『琉球百話』沖縄書籍、1941年12月。 NCID BA46336149。全国書誌番号:47100124。
  - 『琉球百話』（2版）琉球史料研究会、1965年5月。 NCID BN14754967。全国書誌番号:73014927。
  - 「琉球百話」『日本民俗選集』 第14巻、小川直之編・解説、クレス出版、2009年12月。ISBN 9784877335144。 NCID BB00634714。全国書誌番号:21706108。

### 編纂・執筆
- 『沖縄県国頭郡志』沖縄県国頭郡教育部会、1919年7月。 NCID BN1096129X。全国書誌番号:43028389。
  - 『沖縄県国頭郡志』（再版）琉球郷土史研究会、1956年5月。 NCID BA61991580。
  - 『沖縄県国頭郡志』（3版）沖縄出版会、1967年11月。 NCID BN03537388。全国書誌番号:73014952。

### 翻刻
- 『林政八書』琉球政府経済局林務課、1962年6月。 NCID BA53361000。